# Hongqiyan Shuiku
Hongqiyan Shuiku (kinesiska: 红旗堰水库) är en reservoar i Kina. Den ligger i provinsen Sichuan, i den sydvästra delen av landet, omkring 130 kilometer nordost om provinshuvudstaden Chengdu. Hongqiyan Shuiku ligger 427 meter över havet. Trakten runt Hongqiyan Shuiku består till största delen av jordbruksmark.
Genomsnittlig årsnederbörd är 1 308 millimeter. Den regnigaste månaden är juli, med i genomsnitt 331 mm nederbörd, och den torraste är december, med 4 mm nederbörd.